# Castelo de Swansea
O Castelo de Swansea está localizado no centro da cidade de Swansea, País de Gales, Reino Unido. Foi fundada por Henry de Beaumont em 1107 como o caput do senhorio de Gower. O castelo está atualmente em ruínas e somente dois blocos permanecem, embora o local tenha sido melhorado na década de 2010 para ser utilizado como um espaço público.

## Localização
O Castelo de Swansea está situado no lado leste do centro da cidade, de frente para a Praça do Castelo (o Rio Tawe costumava fluir a uma pequena distância para o leste no que hoje é o Strand). Cobrindo originalmente 4.6 acres (1.9 ha), os restos sobreviventes do castelo quadrado incluem blocos residenciais, juntamente com uma seção de parapeito em forma de L ao sudeste. Existem cinco quartos no subsolo com abóbadas de túnel.